# Twierdzenie Sikorskiego
Twierdzenie Sikorskiego – twierdzenie teorii algebr Boole’a mówiące, każdy homomorfizm z podalgebry danej algebry Boole’a o wartościach w algebrze zupełnej można przedłużyć do homomorfizmu na całej algebrze. Innymi słowy:
Niech {\displaystyle \mathbb {B} } będzie algebrą Boole’a oraz {\displaystyle \mathbb {A} \subseteq \mathbb {B} } jej podalgebrą. Jeżeli {\displaystyle \mathbb {C} } jest algebrą zupełną to dla każdego homomorfizmu {\displaystyle h\colon \mathbb {A} \to \mathbb {C} } istnieje taki homomorfizm {\displaystyle g\colon \mathbb {B} \to \mathbb {C} ,} że {\displaystyle g\upharpoonright \mathbb {A} =h.}

## Idea dowodu
Oczywiście odwzorowanie tożsamościowe {\displaystyle i\colon \mathbb {A} \to \mathbb {B} } jest homomorfizmem. Z twierdzenia Stone’a wynika, że istnieją takie izomorfizmy {\displaystyle s_{\mathbb {A} }\colon \mathbb {A} \to {\mbox{CO(Ult)}}(\mathbb {A} ),} {\displaystyle s_{\mathbb {B} }\colon \mathbb {B} \to {\mbox{CO(Ult)}}(\mathbb {B} )} i {\displaystyle s_{\mathbb {C} }\colon \mathbb {C} \to {\mbox{CO(Ult)}}(\mathbb {C} ),} że
{\displaystyle s_{\mathbb {B} }\circ i={\overline {i^{*}}}\circ s_{\mathbb {A} }}
oraz
{\displaystyle s_{\mathbb {C} }\circ h={\overline {i^{*}}}\circ s_{\mathbb {A} },}
gdzie {\displaystyle {\mbox{CO(Ult)}}(\mathbb {X} )} oznacza algebrę zbiorów regularnie otwartych przestrzeni Stone’a algebry {\displaystyle \mathbb {X} .}
Z twierdzenia Stone’a wynika ponadto, że {\displaystyle {\overline {i^{*}}}} jest „na”, ponieważ {\displaystyle i} jest różnowartościowe. Algebra {\displaystyle \mathbb {C} } jest zupełna, a więc jej przestrzeń Stone’a jest ekstremalnie niespójna. Na mocy twierdzenia Gleasona istnieje taka funkcja ciągła {\displaystyle f\colon {\rm {{Ult}(\mathbb {C} )\to {\rm {{Ult}(\mathbb {B} ),}}}}} że
{\displaystyle i^{*}\circ f=h^{*},}
a więc
{\displaystyle {\overline {h^{*}}}={\overline {f}}\circ {\overline {i^{*}}}.}
Funkcja
{\displaystyle g=s_{\mathbb {C} }^{-1}\circ {\overline {f}}\circ s_{\mathbb {B} }}
jest szukanym homomorfizmem ponieważ {\displaystyle h=g\circ i.}